# باز أسود شائع
الباز الأسود الشائع (Buteogallus anthracinus) هو طائر جارح من الفصيلة البازية التي تضم أيضًا العقبان والبيزان والنسور.

## الوصف
يراوح طول الباز الأسود الشائع البالغ من 43 إلى 53 سم ويزن 930 غ في المتوسط. له أجنحة عريضة للغاية، وهو في الغالب أسود أو رمادي داكن. له ذيل قصير أسود بخط أبيض عريض وطرف الذيل أبيض. المنقار أسود والساقان وخيشوم (طيور) صفراء.
الذكر والأنثى متشابهان، لكن الطيور غير البالغة ذات لون بني غامق من الأعلى مع وجود بقع وخطوط. أجزائها السفلية صفراء مائلة إلى الأبيض مع بقع داكنة، والذيل به عدد من الخطوط العريضة السوداء والبيضاء.

## الموطن
الباز الأسود الشائع هو طائر يتكاثر في الأجزاء الأكثر دفئًا من الأمريكتين، من جنوب غرب الولايات المتحدة عبر أمريكا الوسطى إلى فنزويلا وبيرو وترينيداد وجزر الأنتيل الصغرى. إنه طائر ساحلي مقيم في مستنقعات المنغروف ومصبات الأنهار والأراضي الحرجية المفتوحة المجاورة، على الرغم من وجود مجموعات داخلية، بما في ذلك المجموعة المهاجرة في شمال غرب المكسيك وأريزونا.